# Jenny Nyström
Jenny Nyström (Kalmar, 13 juni 1854 – Stockholm, 17 januari 1946) was een Zweeds kunstschilder en illustrator. Zij en Viktor Rydberg worden in verband gebracht met de oorsprong van de Kerstman.

## Biografie
Nyström verhuisde met het gezin naar Göteborg toen ze acht jaar oud was en begon rond haar negende met schilderen. Later startte ze een studie aan de school voor schone kunsten van het kunstmuseum van Göteborg.
Voor Viktor Rydberg maakte ze in 1871 illustraties voor zijn sprookje Lille Viggs äventyr på julafton (De avonturen van kleine Vigg [op Kerstavond]) dat ook in andere talen, waaronder het Nederlands, werd uitgebracht en waarvan er in het Zweeds minstens vijftien herdrukken verschenen. Dit werk legde de basis voor haar levenslange relatie met de karikatuur tomte, die Rydberg in 1881 beschreef in het gedicht Tomten in het tijdschrift Ny Illustrerad Tidning en waarvan zij de illustratie verzorgde: een op Sinterklaas gebaseerde Kerstman. Er wordt geopperd dat Nyström en Rydberg hiermee de grondleggers zijn geweest van de Kerstman, in het Zweeds Jultomten (Kersttomte) genoemd.

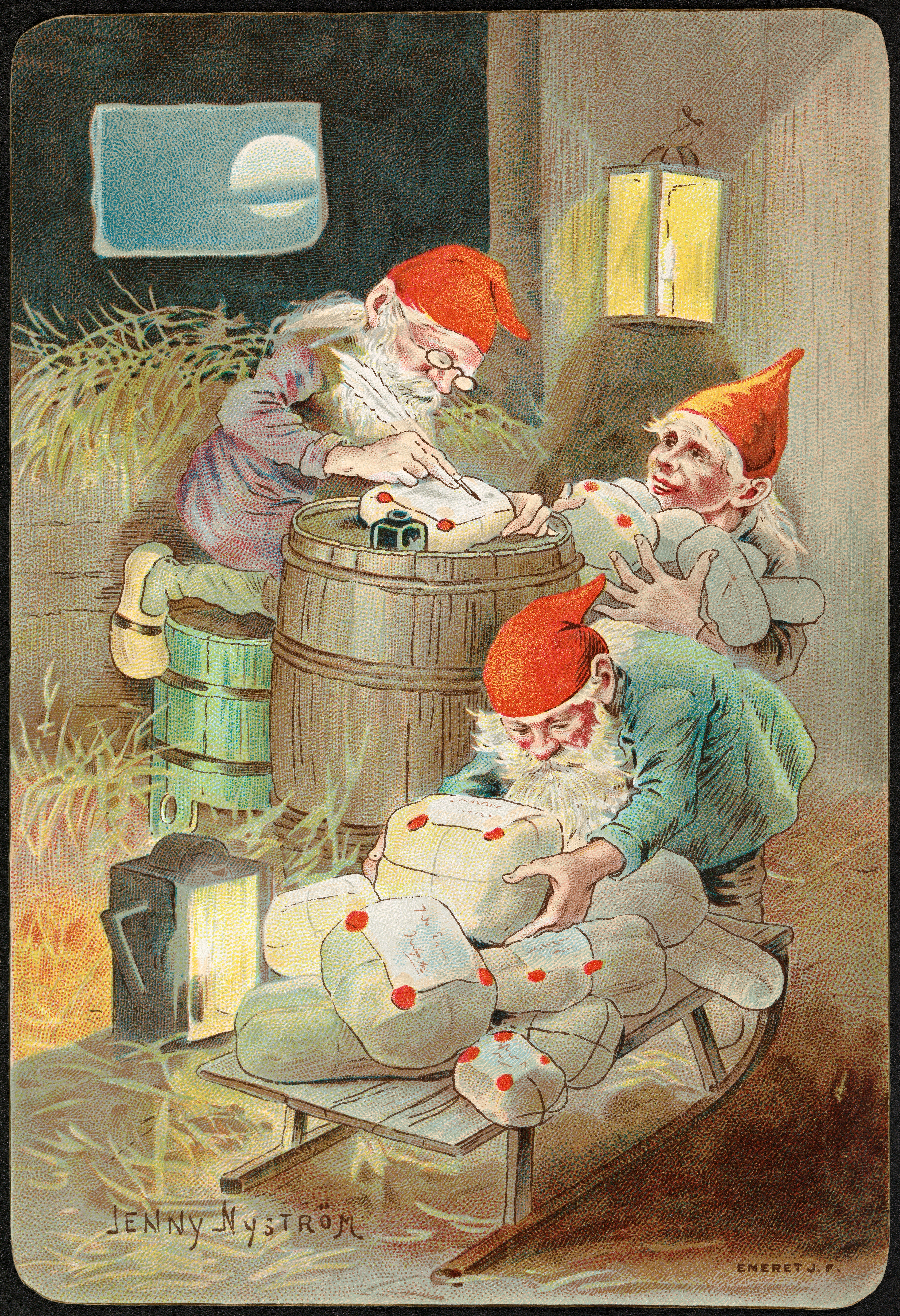
Kerstkaart met jultomte door Nyström, circa 1899

Tijdens haar studie aan het Kunstmuseum van Göteborg werd ze ontdekt door Albert Ehrensvärd de oudere die haar uitnodigde naar Stockholm te komen. In de Zweedse hoofdstad stelde hij haar voor aan prominente leden van de Koninklijke Kunstacademie (Kungliga Konsthögskolan).
In 1873 begon ze aan een achtjarige studie aan de Koninklijke Academie van Stockholm. Aan het eind van deze studie maakte ze het portret Gustav Vasa som barn inför kung Hans (Gustaaf Vasa als kind tegenover koning Hans). Met het werk dong ze met succes naar de door haar fel begeerde koninklijke medaille met een prijzengeld van 2.000 Zweedse kronen, waarmee ze toegang verkreeg tot een tweejarige studie in Parijs. In 1884 wist ze hier een andere gekoesterde wens te verwezenlijken, met een expositie van haar werk in de Parijse salon. Voor dit moment had ze een zelfportret vervaardigd in olieverf.
In de jaren 1880 ontmoette ze haar latere man Daniel Stoopendal. In deze jaren voerde ze haar atelier in Hotel Brunkeberg. Haar zoon Curt Nyström Stoopendahl (1893-1965) trad in haar voetsporen, als kunstenaar van ansichtkaarten en posters. Hij volgde een vergelijkbare stijl als haar.
- Bibsys: 90508074
- Bibliothèque nationale de France: cb12421308c (data)
- Gemeinsame Normdatei: 119043009
- International Standard Name Identifier: 0000 0000 7689 4750
- KulturNav: 945ee2f1-0eb5-49e5-8660-e85ec410f768
- Library of Congress Control Number: nr97014296
- MusicBrainz: def2202e-a80b-4baa-95ff-ffed69848834
- Nederlandse Thesaurus van Auteursnamen: 074160303
- RKD-Nederlands Instituut voor Kunstgeschiedenis: 60165
- LIBRIS: 80981
- Système universitaire de documentation: 033337039
- Union List of Artist Names: 500074480
- Virtual International Authority File: 39282484
- WorldCat: E39PBJpyttHJy4x9gWmKbvkRrq